# アンリ・ジョゼフ・デグロン
アンリ・ジョゼフ・デグロン（Henri Joseph Degron、1839年4月14日 - 1906年6月16日）は、幕末から明治時代の日本で活躍したフランスの郵便事業者である。お雇い外国人の一人。

## 経歴・人物
ヴェルサイユの生まれ。法律関係の仕事に就いていた父が投獄されたことにより、海外で働くことを決意した。
1860年に三等水兵となりフランス海軍船で日本に向けて出航したことが記録されている。出発から約2年後の1862年（文久2年）頃に横浜に来航し、横浜フランス領事館の職員となった。
滞日中、港崎町で散歩中に日本人から投石され、全治一ヶ月の重傷を負うといった不運があった。来日から3年後の1865年（慶応元年）9月に日仏修好通商条約（来日前の1858年（安政5年）に締結）に基づき、横浜居留地でフランス横浜郵便局を開設し日本での郵便における近代化に貢献した。
維新後の1880年（明治13年）3月にその郵便局は閉鎖した。開設中は同じ郵便事業者であったサミュエル・ブライアンと共に日本での国際郵便の向上に尽力した。同年内務省に雇われ、駅逓局長の顧問を務めた翌年に帰国した。この業績により、明治天皇から勲五等を授与された。
帰国後は、フランス領であったチュニジアの首都、チュニスの局長や母の生まれ故郷でブドウの栽培に携わった。なお、デグロンは生涯独身であった。